# Valerie Martin
Valerie Martin, född 14 mars 1948 i Sedalia, Missouri, är en amerikansk roman- och novellförfattare. Hon har undervisat vid bland annat Mount Holyoke College, Loyola University New Orleans, University of New Orleans, University of Alabama och Sarah Lawrence College. Hon har studerat MFA Program for Poets & Writers vid University of Massachusetts, Amherst. Hon har ett barn fött 1975.
Hennes roman Property (2003) vann Orangepriset. Hennes övriga verk är till exempel Set in Motion (1978), Alexandra (1979), A Recent Martyr (1987), The Consolation of Nature and Other Stories (1988), The Great Divorce (1993), Italian Fever (1999) och The Unfinished Novel and Other Stories (2006), men också Salvation: Scenes from the Life of St. Francis (2001), en biografi över Franciskus av Assisi.  
Hennes roman från 1990, Mary Reilly, är en återberättelse av The Strange Case of Dr. Jekyll and Mr. Hyde (Dr. Jekyll och Mr. Hyde) sett från en tjänsteflickas synvinkel i doktorns hus. Romanen filmatiserades 1996 som Mary Reilly. Den regisserades av Stephen Frears och har John Malkovich i rollen som Dr. Jekyll och Julia Roberts som Mary.  
Kortfilmen Surface Calm (2001) baseras på en novell med samma titel från hennes första bok, Love (1977).

## Verk

### Romaner
- Set in Motion (1978)
- Alexandra (1979)
- A Recent Martyr (1987)
- Mary Reilly (1990)
- The Great Divorce (1993)
- Italian Fever (1999)
- Property  (2003)
- Trespass (2007)

### Samlingar
- Love: Short Stories (1976)
- The Consolation of Nature, and Other Stories (1988)
- The Unfinished Novel and Other Stories (2006)

### Facklitteratur
- Salvation: Scenes from the Life of St. Francis (2001)

### Utgivet på svenska
- I doktor Jekylls tjänst 1992
- Ägodel 2005

## Priser och utmärkelser
- Orangepriset 2003 för Property